# Conquest (film, 1983)
Pour les articles homonymes, voir Conquest.
Pour plus de détails, voir Fiche technique et Distribution.
Conquest (La conquista de la tierra perdida) est un film mexicano-hispano-italien réalisé par Lucio Fulci, sorti en 1983.

## Synopsis
Un adolescent armé d'un arc magique, Ilias, s'allie à un guerrier solitaire, Mace, pour vaincre Ocron, une puissante sorcière et reine des hommes-loups.

## Fiche technique
Sauf indication contraire, les informations mentionnées dans cette section peuvent être confirmées par la base de données cinématographiques IMDb,  présente dans la section « Liens externes ».
- Titre original espagnol : La conquista de la tierra perdida (Espagne) ; El bárbaro (Mexique)
- Titre italien : Conquest
- Titre français : Conquest[1]
- Réalisation : Lucio Fulci
- Scénario : Gino Capone, José Antonio de la Loma et Carlos Vasallo
- Production : Giovanni Di Clemente
- Musique : Claudio Simonetti
- Photographie : Alejandro Ulloa
- Montage : Emilio Rodriguez Oses
- Direction artistique : Massimo Lentini
- Sociétés de production : Clemi Cinematografica, Golden Sun, Producciones Esme
- Pays de production :  Italie,  Espagne,  Mexique
- Langue de tournage : italien
- Format : Couleurs - 1,85:1 - Dolby - 35 mm
- Genre : heroic fantasy
- Durée : 88 minutes
- Date de sortie :
  - Italie : 2 juin 1983
  - Espagne : 8 août 1983
  - Mexique : 15 août 1985

## Distribution
- Jorge Rivero : Mace
- Andrea Occhipinti : Ilias
- Conrado San Martín : Zora
- Violeta Cela : la fille
- José Gras : Fado
- Gioia Scola : le chef des créatures
- Sabrina Siani : Ocron

## Autour du film
- Le tournage s'est déroulé en Sardaigne et dans les studios Elios de Rome[2].
- Andrea Occhipinti avait déjà tourné sous la direction du cinéaste dans L'Éventreur de New York (1982).
- En France, le film est sorti directement en vidéo.

## La vague des films préhistoriques
- La Guerre du feu, film réalisé par Jean-Jacques Annaud sorti en 1981 ;
- Ator le Conquérant (Ator l'invincibile), film réalisé par Joe D'Amato sorti en 1982 ;
- La Guerre du fer (La guerra del ferro), film réalisé par Umberto Lenzi sorti en 1983 ;
- Le Maître du monde (I padroni del mondo), film réalisé par Alberto Cavallone sorti en 1983.